# Мезидон-Валле-д’Ож (кантон)
Мезидон-Валле-д’Ож (фр. Mézidon Vallée d'Auge) (до 24 февраля 2021 года назывался Мезидон-Канон, фр. Mézidon-Canon) — кантон во Франции, регионе Нормандия, департамент Кальвадос. Расположен на территории двух округов: тридцать восемь коммун входят в состав округа Лизьё, одна — в состав округа Кан.

## История
До 2015 года в состав кантона входили коммуны: Бисьер, Бьевиль-Кетьевиль, Граншан-ле-Шато, Кастийон-ан-Ож, Кревекёр-ан-Ож, Круассанвиль, Купсарт, Ле-Мениль-Може, Лез-Отьё-Папьон, Лекод, Маньи-ле-Фрёль, Мезидон-Канон, Мери-Корбон, Монтей, Нотр-Дам-де-Ливей, Перси-ан-Ож, Сен-Жюльен-ле-Фокон, Сен-Лоран-дю-Мон, Сен-Лу-де-Фрибуа.
В результате реформы 2015 года состав кантона был изменен. В него были включены упраздненные кантоны Камбремер и Лизьё-3 (без города Лизьё), а также отдельные коммуны других упраздненных кантонов. Также в 2015 году коммуны Корбон и Нотр-Дам-д’Эстре объединились в новую коммуну Нотр-Дам-д’Эстре-Корбон. 
С 1 января 2017 года состав кантона существенно изменился в связи с образованием т.н. «новых» коммун: коммуны Бьевиль-Кетьевиль и Сен-Лу-де-Фрибуа объединились в новую коммуну Бель-Ви-ан-Ож; коммуны Бисьер и Мери-Корбон — в новую коммуну Мери-Бисьер-ан-Ож; коммуны Вьё-Фюме, Граншан-ле-Шато, Кревекёр-ан-Ож, Круассанвиль, Купсарт, Ле-Мениль-Може, Лез-Отьё-Папьон, Лекод, Маньи-ла-Кампань, Маньи-ле-Фрёль, Мезидон-Канон, Монтей, Перси-ан-Ож, Сен-Жюльен-ле-Фокон — в новую коммуну Мезидон-Валле-д’Ож, ставшую центром кантона.
1 января 2019 года коммуна Сен-Лоран-дю-Мон вошла в состав коммуны Камбремер.
24 февраля 2021 года указом № 2021-213 кантон переименован в Мезидон-Валле-д’Ож. .

## Состав кантона с 1 января 2019 года
В состав кантона входят коммуны (население по данным Национального института статистики за 2018 г.):
- Бель-Ви-ан-Ож (535 чел.)
- Бёврон-ан-Ож (191 чел.)
- Бонбоск (667 чел.)
- Бофур-Дрюваль (447 чел.)
- Вальсме (273 чел.)
- Викто-Понфоль (98 чел.)
- Дрюбек (118 чел.)
- Жерро (52 чел.)
- Камбремер (1 346 чел.)
- Кастийон-ан-Ож (165 чел.)
- Конде-сюр-Иф (446 чел.)
- Ла-Буасьер (189 чел.)
- Ла-Рок-Беньяр (121 чел.)
- Ла-Ублоньер (331 чел.)
- Ле-Мениль-Симон (172 чел.)
- Ле-Мениль-Эд (257 чел.)
- Ле-Монсо (190 чел.)
- Ле-Пре-д’Ож (876 чел.)
- Ле-Фурне (66 чел.)
- Леопарти (88 чел.)
- Лессар-э-ле-Шен (159 чел.)
- Манерб (552 чел.)
- Мезидон-Валле-д’Ож (9 607 чел.)
- Мери-Бисьер-ан-Ож (1 093 чел.)
- Монтрёй-ан-Ож (61 чел.)
- Нотр-Дам-д’Эстре-Корбон (213 чел.)
- Нотр-Дам-де-Ливей (113 чел.)
- Овиллар (220 чел.)
- Ото-ан-Ож (297 чел.)
- Претревиль (394 чел.)
- Репантиньи (93 чел.)
- Рюмениль (97 чел.)
- Сен-Дезир (1 731 чел.)
- Сен-Жермен-де-Ливе (752 чел.)
- Сен-Жан-де-Ливе (233 чел.)
- Сен-Мартен-де-Майок (912 чел.)
- Сен-Пьер-дез-Иф (452 чел.)
- Сент-Уан-ле-Пен (258 чел.)
- Формантен (253 чел.)

## Политика
На президентских выборах 2022 г. жители кантона отдали в 1-м туре Марин Ле Пен 31,7 % голосов против 27,1 % у Эмманюэля Макрона и 15,9 % у Жана-Люка Меланшона; во 2-м туре в кантоне победила Ле Пен, получившая 52,1 % голосов. (2017 год. 1 тур: Марин Ле Пен – 27,7 %, Франсуа Фийон – 21,1 %, Эмманюэль Макрон – 19,1 %, Жан-Люк Меланшон – 16,8 %; 2 тур: Макрон – 55,1 %. 2012 год. 1 тур: Николя Саркози — 28,5 %, Франсуа Олланд — 24,3 %, Марин Ле Пен — 22,0 %; 2 тур: Саркози — 51,7 %).
С 2021 года кантон в Совете департамента Кальвадос представляют член совета коммуны Мезидон-Валле-д’Ож Александра Маривинг (Alexandra Marivingt) (Разные правые) и мэр коммуны Монтрёй-ан-Ож Ксавье Шарль (Xavier Charles) (Союз демократов и независимых).
|                | Кандидаты                        | Партия                   | Первый тур | Первый тур     | Второй тур | Второй тур |
| Кол-во голосов | Кандидаты                        | Партия                   | % голосов  | Кол-во голосов | % голосов  |            |
| -------------- | -------------------------------- | ------------------------ | ---------- | -------------- | ---------- | ---------- |
|                | Александра Маривинг Ксавье Шарль | Разные правые            | 2 395      | 35,65          | 3 640      | 52,10      |
|                | Франсуа Обе Сильви Ферман        | Разные центристы         | 2 488      | 37,03          | 3 347      | 47,90      |
|                | Вероник Тео Луа Эдон             | Национальное объединение | 1 145      | 17,04          |            |            |
|                | Тристан Брос Мари-Андре Кет      | Левый блок – Зелёные     | 690        | 10,27          |            |            |

|                | Кандидаты                      | Партия             | Первый тур | Первый тур     | Второй тур | Второй тур |
| Кол-во голосов | Кандидаты                      | Партия             | % голосов  | Кол-во голосов | % голосов  |            |
| -------------- | ------------------------------ | ------------------ | ---------- | -------------- | ---------- | ---------- |
|                | Виржини Ле Дрессе Ксавье Шарль | Разные правые      | 3 156      | 33,86          | 5 658      | 66,09      |
|                | Эмиль Деренмениль Жина Тайпье  | Национальный фронт | 2 437      | 26,15          | 2 903      | 33,91      |
|                | Жерар Вакерель Надеж Венье     | Разные левые       | 2 182      | 23,41          |            |            |
|                | Лоран Деклерк Карин Пелерен    | Разные             | 1 545      | 16,58          |            |            |